# ゆで太郎

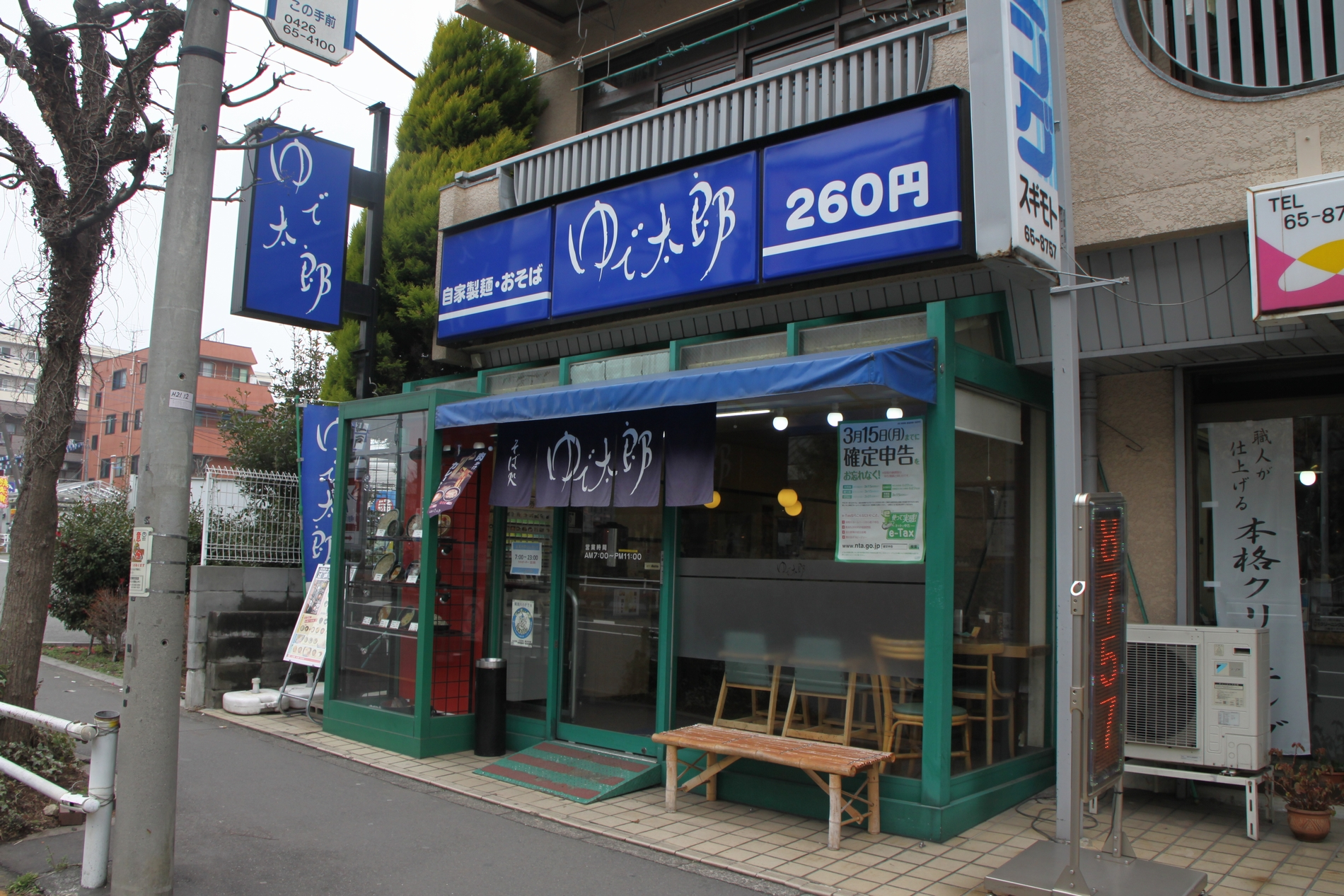
狭間店（東京都八王子市）

ゆで太郎（ゆでたろう）は、東京都大田区に本社を置く信越食品株式会社と、東京都品川区に本社を置く株式会社ゆで太郎システムが関東地方を中心に展開している立ち食いそばチェーン店である。

## 概要
創業会社である「信越食品」とフランチャイズ (FC) 展開を目的とする「ゆで太郎システム」の2社が、同一屋号同一サービスで運営している。2023年1月現在、1都1道1府22県に店舗展開しており、東京都内の店舗以外は、すべてゆで太郎システムと同社傘下のFCが運営する。

## 歴史
「信越食品」社長の水信春夫と、「ゆで太郎システム」社長の池田智昭は元々は共に持ち帰り弁当店「ほっかほっか亭」のFCオーナーであった。元蕎麦職人だった水信は4店舗まで展開した「ほっかほっか亭」の経営を止めて念願だったというそば店を創業、一方の池田は共同経営者との意見の相違からFC経営から独立の後、26歳の時にほっかほっか亭総本部に引き抜かれ、最終的には取締役にまで上り詰めた人物である。
池田がほっかほっか亭を退職し、次のビジネスを模索する中で、本部社員とFCオーナーとして面識のあった水信の店で働かせてもらい、職人店長が一人で店舗を切り盛りする「ゆで太郎」のオペレーションに問題点を見いだし、職人の技をマニュアル化してFC展開する事を提案。これを水信が了承して池田は「ほっかほっか亭」時代のノウハウを生かしたマニュアル化・FC展開を実施し、本格的に店舗展開が進むこととなる。その一方で、水信は池田と経営ノウハウの統一化は行いながらも独自に直営店の店舗展開を行ったという経緯もあり、現在も信越食品とゆで太郎システムとの間に資本関係は無く「マスターフランチャイズ契約」による関係である。

## 特徴
一般に都心部への立地の多い立ち食いそば店だが、信越食品では本社がある大田区の大森を中心とした周辺区への直営店のみの開発、ゆで太郎システムではゆっくり座って食べることができる店舗コンセプトをベースにロードサイド店舗の開発を進めており、後発ながらもそば業界で「名代富士そば」「小諸そば」を超える出店規模を展開している。
最大の特徴として、蕎麦の「三たて」（挽きたて、打ち立て、茹でたて）を徹底するため、店舗で粉から製麺していることが挙げられる。また、ゆで太郎システムの店舗では、茹で置きをせずに注文後に茹でたてを提供している。そば粉比率は55%。
2020年からは、ゆで太郎システムによる第二の主力業態として、もつ煮を主力商品とする「もつ次郎」の展開を始めている。基本的には既存の「ゆで太郎」店舗への併設の形を取り、定食以外にいわゆる「ちょい飲み」需要を意識したセットメニューなどを用意しているのが特徴。

## 沿革
- 1979年（昭和54年）9月 - 水信春夫が大森駅前に弁当屋を開店[5]。
- 1982年（昭和57年）5月 - 信越食品株式会社を設立して法人化。
- 1994年（平成6年）10月 - ゆで太郎1号店（湊店）開店[5]。
- 2004年（平成16年）8月 - 株式会社ゆで太郎システム設立、信越食品とマスターフランチャイズ契約を締結[9]。
- 2004年（平成16年）12月 - ゆで太郎システム直営1号店（西五反田本店）開店[9]。
- 2005年（平成17年）8月 - FC店舗1号店（築地2丁目店）を開店。
- 2007年（平成19年）2月 - 信越食品とゆで太郎システムの間で食材・包材・什器などの仕入れ業務の集約により商品の統一化を実施[9]。
- 2007年（平成19年）10月 - ゆで太郎システムが千葉県に初の郊外型店舗（五井白金通店）を開店[9]。
- 2010年（平成22年）7月 - 北海道に出店[10]。
- 2012年（平成24年）12月 - 台湾の台北市に出店[11][12]。
- 2013年（平成25年）3月 - 福岡県に出店[10]。